# Uników (województwo łódzkie)
Uników – wieś w Polsce położona w województwie łódzkim, w powiecie sieradzkim, w gminie Złoczew.
W latach 1975–1998 miejscowość należała administracyjnie do województwa sieradzkiego. 
Pierwsza pisana wzmianka o wsi pochodzi z 1386 r. Wieś do XVI w. stanowiła własność rodu Unikowskich, w poł. tego wieku przeszła w posiadanie kapituły gnieźnieńskiej. Parafia niezawodnie istniała tu już w XIV w. Istniejąca tu świątynia była znana w całej okolicy ze względu na znajdujący się w niej rzekomo cudowny obraz św. Stanisława, do którego pielgrzymował również w r. 1436 Jan Długosz, ówczesny proboszcz niedalekiego Kłobucka. Ten pierwszy drewniany kościół był w 1622 r. gruntownie restaurowany, a w 1870 r. ze względu na starość rozebrany. Nowy, murowany kościół powstał do 1875 r. za czasów proboszcza Marcina Rosińskiego. Kościół ten w 1929 r. spalił się wraz z ruchomym wyposażeniem, a w toku odbudowy słynny obraz św. Stanisława, który z pożaru ocalał, wywieziono do Częstochowy skąd już nigdy nie powrócił. 

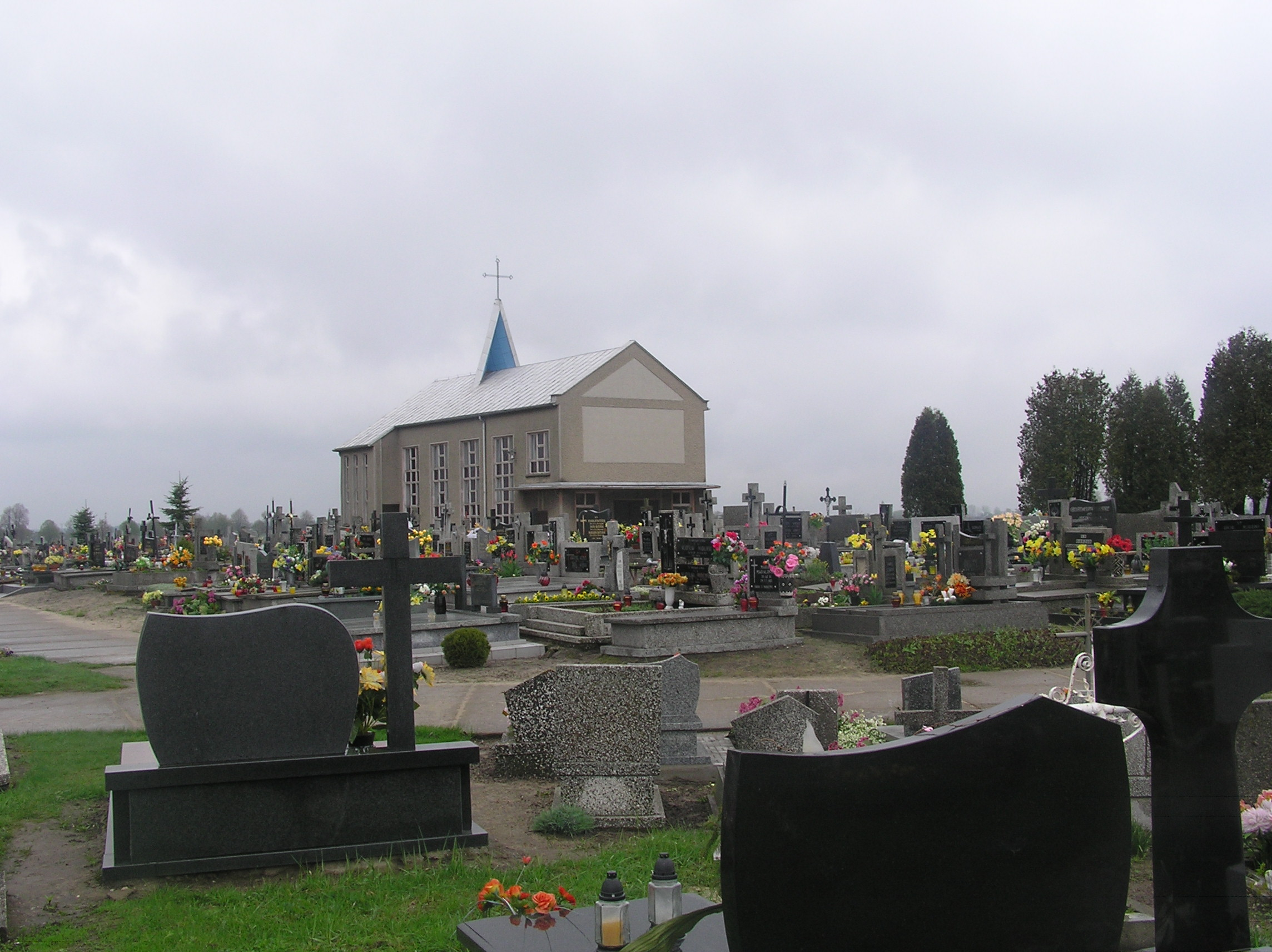
Uników – cmentarz

Większość wyposażenia obecnego kościoła jest współczesna. Na uwagę zasługuje barokowa rzeźba św. Walentego z XVIII w., rokokowa św. Jana Nepomucena oraz krucyfiks i kielich z XVIII w. Z poprzedniego drewnianego kościoła zachowano belkę oddzielającą prezbiterium od nawy z wyryta datą „1620”. W przedsionku zachowane marmurowe tablice epitafijne: Marcina Rosińskiego (1829–1898), Klotyldy z Taczanowskich Tarnowskiej (1846–1876) i Kamilli z Węgierskich Tarnowskiej (1823–1895), dobrodziei kościoła. W bocznych barokowych ołtarzach obrazy z XVIII w. Barokowe tabernakulum i ambona oraz rokokowa chrzcielnica, organy i szafa-komoda stojąca w zakrystii. Cennym obiektem jest rzeźbiona ława kolatorska z herbem Jelita, wykonana przez lokalnego rzemieślnika w XVII w. Obok kościoła murowana dzwonnica, na której wiszą 3 dzwony: boczne z 2 poł. XV w. i środkowy z 1531 r. Plebania murowana z 1872 r.

## Zabytki
Według rejestru zabytków Narodowego Instytutu Dziedzictwa na listę zabytków wpisany jest obiekt:
- kościół parafialny pw. św. Stanisława, 1875, nr rej.: 11 z 22.08.1977